# ヴェルナー・マーザー
ヴェルナー・マーザー（ドイツ語: Werner Maser, 1922年7月12日 - 2007年4月5日）は、ドイツの歴史家、ジャーナリスト、大学講師。ヴェルナーは1905年から1945年のアドルフ・ヒトラーの医療記録を発見し、「ヒトラーの日記」が偽造であると主張した最初の歴史家だった。

## 生涯
マーザーは東プロイセンの農家に生まれた。中等学校卒業後に軍に志願し、歩兵将校として従軍した。戦後、ベルリンやミュンヘンの大学で政治学や哲学などを学んだ後、フンボルト大学で助手を務めた。この時に、ヒトラーの医療記録を詳細に研究したことが、ヒトラー研究の始まりだった。その後、フランクフルトで雑誌編集者として勤めた後、ミュンヘン工科大学で歴史学や国際法の講師を務めた。

## 著書
- 編『ヒトラーの手紙とメモ』（1973年）
  - 『ヒトラー自身のヒトラー』（西義之訳、読売新聞社、1974年）
- 『ヒトラー伝説、神話と現実』（1973年）
  - 『ヒトラー伝 上　人間ヒトラー』（黒川剛訳、サイマル出版会、1976年）
  - 『ヒトラー伝 下　政治家ヒトラー』（同上）
- Nürnberg. Tribunal der Sieger. (1977)
  - 『ニュルンベルク裁判：ナチス戦犯はいかにして裁かれたか』（西義之訳、TBSブリタニカ、1979年）
- 『ヒトラー』（村瀬興雄・栗原優訳、二十世紀の大政治家5：紀伊国屋書店、1969年）、以下は原題未詳
- 『現代ドイツ史入門』（小林正文訳、講談社現代新書、1995年）
- 『統一ドイツ　コール首相』（小林正文訳、読売新聞社、1991年）
- 『独ソ開戦　盟約から破約へ　ヒトラーVS.スターリン』（守屋純訳、学研、2000年）